# Туллия Младшая
Ту́ллия Мла́дшая (лат. Tullia Minor; ум. после 509 года до н. э.) — дочь Сервия Туллия, жена Тарквиния Гордого.
По преданию, была младшей дочерью Сервия Туллия и Тарквинии, дочери Тарквиния Древнего. Отец выдал её за младшего сына (или внука) Тарквиния — Аррунта.
Снедаемая властолюбием, Туллия пыталась подговорить мужа устроить заговор против царя, а когда тот отказался, договорилась с его старшим братом Луцием, женатым на её старшей сестре. Аррунт и Туллия Старшая были отравлены, и Луций с Туллией сочетались браком, не испросив согласия у Сервия, вынужденного смириться перед свершившимся фактом.
По словам Дионисия,

Как только эти нечестивые кровожадные натуры слились воедино, они начали выискивать пути, чтобы скинуть Туллия с царского трона, если он по доброй воле не захочет передать власть.— Дионисий Галикарнасский. Римские древности. IV. 30, 5.
Ливий пишет, что Туллия всячески подстрекала Тарквиния устроить переворот, говоря ему, что после двух убийств уже не имеет смысла останавливаться, и вообще, выходя за него замуж, она надеялась обрести мужчину, а не труса.
Ещё ярче аргументацию Туллии передает Овидий:
Когда сторонники Тарквиния в сенате провозгласили его царем, Туллия приехала на Форум, и по выходе Тарквиния из Гостилиевой курии первая приветствовала его как нового царя. Узнав, что её отец, изгнанный заговорщиками из сенатской курии, все ещё жив и возвращается домой, она убедила мужа послать вдогонку людей, которые бы устранили Сервия.
Убийцы бросили тело царя на Урбиевом взвозе, поднимавшемся от Субуры к Эсквилину. Туллия, возвращавшаяся с Форума, проезжая Киприйской улицей, достигла поворота направо на этот переулок, и там возница остановил колесницу, указав госпоже на окровавленное тело её отца. Так как проезд был узким, и тело миновать было нельзя, разъяренная Туллия приказала ехать прямо через него, добавив к убийству ещё и святотатство.

…на окровавленной повозке, сама запятнанная и обрызганная, привезла пролитой отцовской крови к пенатам своим и мужниным. Разгневались домашние боги, и дурное начало царствования привело за собою в недалеком будущем дурной конец.— Ливий. I. 48.
Улица, где это произошло, стала с тех пор называться «Преступной» (Sceleratus vicus).
Туллия пользовалась такой же ненавистью со стороны аристократии, как и её муж. В коллатийской клятве, данной Брутом, Коллатином, Лукрецием и Публиколой над телом мертвой Лукреции, заговорщики обязались преследовать её наравне с Тарквинием.
Когда республиканцы произвели в Риме переворот, Туллия, пользуясь суматохой, бежала из города, осыпаемая народными проклятиями. Эффектного завершения жизненного пути этой, по своему, незаурядной женщины римские историки не придумали.
Сложно сказать, насколько данная легенда отражает реальные исторические события, однако вероятно у патрициев был серьезный конфликт с династией Тарквиниев. Рассказы о преступлениях царя и его семьи могут быть обыкновенной пропагандой олигархов, боровшихся с царизмом ради своих корыстных интересов, а история Туллии — фольклорным сюжетом, обработанным в греческом стиле (по образцу Клитемнестры).